# 電影製作

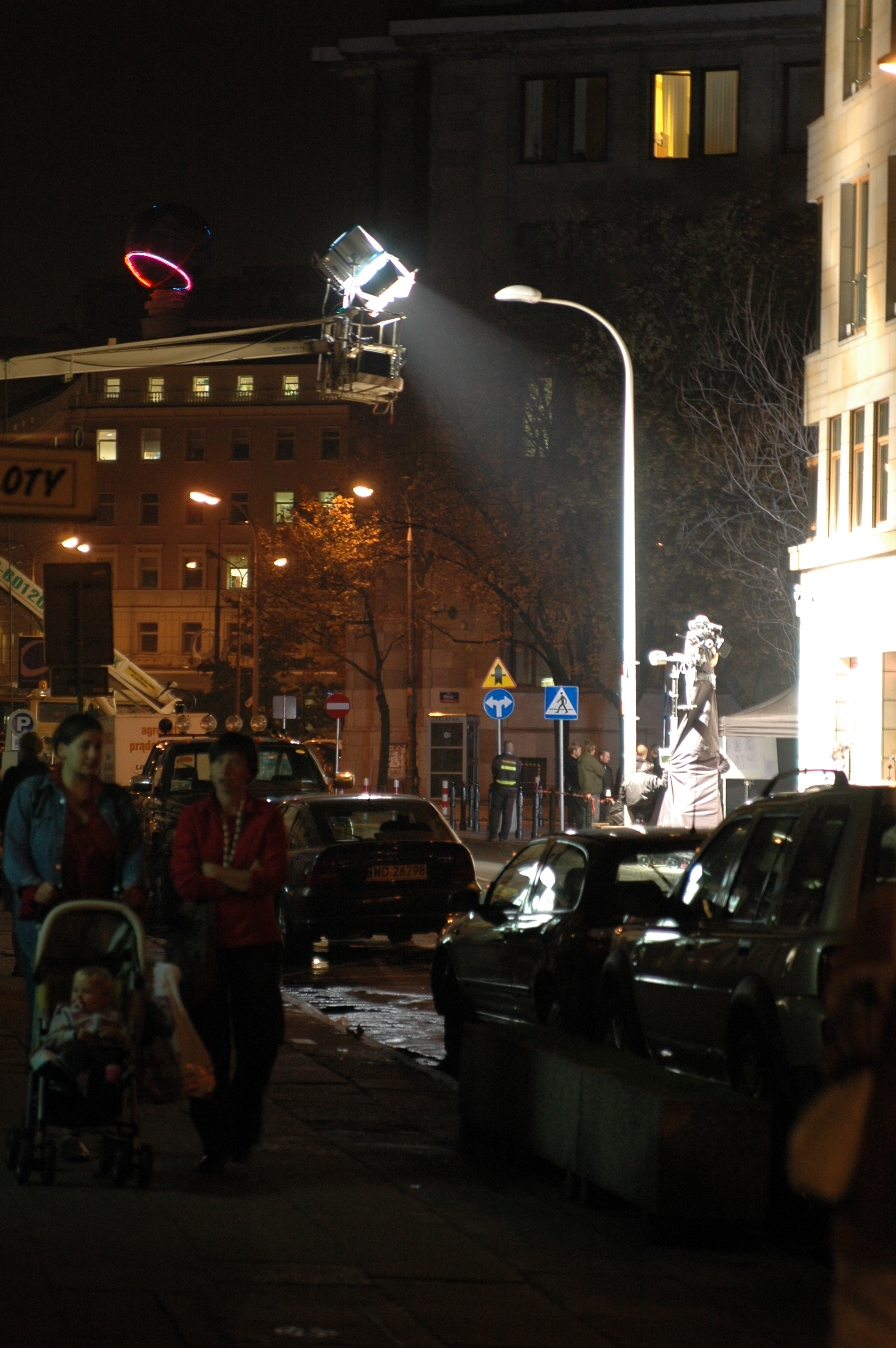
正在波蘭華沙進行電影拍攝的現場

電影製作（英語：Filmmaking）或稱電影製片指的是製作電影的過程。
電影的性質決定了製作團隊的規模和類型。許多好萊塢冒險電影需要使用CG作畫技術產生的電腦運算的影像（英語：CGI），故需大量的3D模型設計師、動畫師、動態描繪師和其他人員。然而，一部預算較低的独立电影，可能僅由小型的工作團隊製作，通常薪資待遇也較低。全世界每個地方使用著各種不同的技術、演出和類型風格進行電影製作，並且也有截然不同的預算範圍，從政府出資贊助，到製片廠系統的商業電影製作。

## 階段流程
電影的製作流程基本分為五個階段：
1. 發展階段：撰寫劇本並將之轉換為拍攝的藍圖。
2. 前期製作：為實際拍攝作準備工作，過程中將會雇用聘請演員和工作團隊、挑選拍攝地點，以及搭建場景。
3. 中期製作：拍攝錄製電影內容的原始片段
4. 後期製作：剪輯影片並同時剪輯劇中對話（但是與影片分開進行）；創作、演奏並錄製背景音樂（和歌曲）、設計並錄製音效；製作並加入電腦「視覺」數位特效。所有音訊元素被混合成稱為「stem」的主音軌，之後將主音軌和影片合併。此時電影正式完成（好萊塢稱為「鎖定」（locked））。
5. 銷售和發行：針對潛在可能的買主（發行商）舉行試片，發行商購買電影後將之送往電影院和/或發行成DVD等家庭數位媒體。

好萊塢風格的製作流程通常需要花費3年的時間。第1年是進行發展階段，第2年開始前期製作和正式拍攝，第3年則進行後期製作和發行。

### 發展階段
在這個階段，製作人（或稱監製、製片）挑選一個故事，來源可能是書籍、舞台戲劇、其他電影、真實事件或原創構想等。接著在決定主題或想要傳達的訊息之後，製作人和作家共同討論劇本的概要（synopsis）。接著他們完成稱為「step outline」的大綱，將故事分成多個由單一段落所描述的場景（scene），這些段落的內容主要是描述戲劇演出上的架構。之後，製作人和作家會撰寫前期綱要（treatment）在25至30頁的範圍內描述故事內容、情緒風格以及人物角色。其中通常不會出現太多的對話和舞台指導，而會專注在幫助視覺化關鍵部份的插圖。
如果這份綱要被電影公司、官方電影機構或獨立投資人等出資者接受，這部電影等於獲得了拍攝資金支援。接下來製作人和出資者雙方會討論並簽訂合約。當合約簽訂完成後，電影就會正式進入前期製作階段。接下來，編劇將會用數個月的時間寫出劇本。過程中編劇可能會重新撰寫數次以增強或改善戲劇張力、敘事清晰度、劇情結構、角色深度、對話內容以及整體的風格。
然而，許多製作人會略過上述的所有步驟，而直接開始發展製作已經過投資人、片廠或其他有團體分析審核的劇本，其中這個分析、審核劇本的過程稱為「script coverage」。此前期發展階段製作人也可能會連絡電影發行商來確定電影潛在的市場以及商業價值。好萊塢的電影發行商通常會採取較為商業化的方式，他們會考量包括電影類別、目標觀眾、之前類似影片的表現、影片中可能出現的演員、可能執導電影的導演等事實要素。這些要素都可能影響電影最後在商業營收上的表現。並非每一部電影都能依靠戲院的上映票房賺錢，因此電影公司也會將DVD銷售和世界其他國家發行權納入考量。

### 前期製作
在前期製作（又稱「前製」）時，必須將電影設計並規劃完成，成立製片公司和製片辦公室。整個製作計畫要由插畫家和創作藝術家進行視覺化，並製成分鏡表。也會事先估計製片預算以控制拍攝電影所需要的花費。
製作人（Producer）將會雇用以下工作團隊進行前製：
- 導演 Director - 主要負責電影中的演出部份，以及管理電影中的創意部份。
- 副導演 Assistant Director (AD) - 管理拍攝計畫表，負責電影拍攝的其他工作後勤協調部份。[2]
- 導演助理 Assistant to Director - 導演的專用助理（切勿跟副導演搞混）。
- 選角 Casting Director - 負責尋找適合劇本的演員。通常都需要進行演員的試鏡。主要角色必須要是很慎重的選擇，通常都依據演員的知名度和受歡迎的程度來決定。
- 場地管理（英语：Location manager） Location Manager - 必須尋找和管理電影的拍攝地點。大部分的電影都是在可以控制的環境下拍攝，例如製片廠的攝影棚（Sound Stage）；偶爾有必須在室外拍攝的部份，就必須出外景。
- 製片經理（簡稱「製片」） Production Manager - 管理製作預算和製作計畫。他/她也必須代表製片辦公室，向製片廠的行政部門或財務部門報告電影拍攝的狀況。
- 攝影指導 Director of Photography (DOP) / Cinematographer - 負責電影的攝影部份。他/她必須和導演、聲音導演（DOA）和副導演（AD）合作。
- 美術指導 Production Designer -設計整個電影視覺風格，建立拍攝場景、服裝、化妝和髮型的的視覺外觀和整體氣氛、感覺。
- 美術 Art Director - 專指設計與搭現場的場景的負責人。
- 分鏡插畫家（英语：Storyboard artist） Storyboard Artist - 負責繪製圖片，來協助導演和製作設計指導與製作小組溝通彼此的構想。
- 音效指導 Director of Audiography (DOA) / Sound Director (SD) - 負責整部電影音效的部份。他/她必須和導演、DOP和AD合作。
- 音效設計（英语：Sound Design） Sound Designer - 創作電影所需的新音效。
- 作曲家 Composer - 創作配樂。
- 舞蹈指導 Choreographer - 創作並編出舞蹈和動作，通常是在音樂劇中使用。有些電影也會有「武術指導（Fight Choreographer）」。

### 拍攝製作
在拍摄时电影已经被计划好了。制片公司和制片办公室已经设立。
制片人将雇佣以下一些人员：
- 导演
- 副導演
- 場記
- 场景经理
- 制片经理
- 摄影指導
- 美术指導
- 編劇
- 混音制作
- 音效制作
- 作曲人
- 动作编导

### 後期製作
後期製作（經常簡稱「後製」，post-production）是將完成電影的所有要素組合起來的過程。現代的電影製作分成兩種不同的工作流程：全程使用傳統電影底片（film），或混合使用傳統電影底片和數位影片（film and video）。
在傳統電影底片的工作流程中，首先會將攝影機所拍攝的原始底片沖印和拷貝後製成單一光度的毛片（one-light workprint），以便在機械式剪接儀器上進行剪輯。

## 資料來源
1. ↑  Steiff, Josef. . Alpha Books. 2005: 26–28.
2. ↑  .   [2017-04-18]. （原始内容存档于2020-09-06）.